# Septoria lavandulae
Septoria lavandulae är en svampart som beskrevs av Desm. 1900. Septoria lavandulae ingår i släktet Septoria och familjen Mycosphaerellaceae.   Inga underarter finns listade i Catalogue of Life.